# Монастырь Некит
Монастырь Некит (рум. Mănăstirea Nechit) в честь Преображения Господня — мужской монастырь Ясской архиепископии Румынской православной церкви в селе Некит Нямецкого жудеца.
Монастырь основан отшельником Никитой в XIV веке. Это был небольшой скит или пустынь, в котором находилась деревянная церковь во имя святителя Николая Чудотворца. Точная дата постройки неизвестна, но церковь упоминается в документах 1399—1419 годов. Согласно преданию, господарь Стефан Великий при постройке монастыря Тазлэу в 1496—1497 поселил в нём монахов из Никитского скита.
С начала XIX века начинается период запустения, продолжавшийся до 1864 года, когда была построена новая церковь. В 1960 году закрыт властями, но в 1972 году обитель возрождается  благодаря усилиям отца Зиновия Гидеску. В 1975—1977 годах полностью перестроен кафоликон, освящённый в честь Преображения Господня, а также параклис во имя святых мучеников Зиновия и Зиновии. Роспись стен кафоликона выполнила монахиня Виорика (Крецу) из Прислопского монастыря в 1979—1982 годах. В 1990 году храм расширен пронаосом, стены которого расписал Михай Кьюариу в 1991—1992 годах. В 1998—2001 годах построена колокольня с параклисом во имя святых равноапостольных Константина и Елены. В 2022 году в монастыре проживает около 20 человек.